# Острів Діка
О́стрів Ді́ка (рос. Остров Дика) — острів в Північному Льодовитому океані, у складі архіпелагу Земля Франца-Йосифа. Адміністративно відноситься до Приморського району Архангельської області Росії.

## Географія
Острів знаходиться в північній частині архіпелагу, входить до складу Землі Зичі. Розташований в протоці Бака, на південний захід від острова Карла-Александра. Рельєф рівнинний.